# Крупенський Тудор Єгорович

Герб Крупенських

Крупенський Тудор Єгорович (нар.1787 — пом.1843) — дворянин (рід Крупенські), титулярний радник (з 1816), надвірний радник (з 1822), служив чиновником особливих доручень при бессарабському губернаторові генералові І.М Інзові, перший радник Бессарабського гражданського суду (з 1822), брат Крупенського Матвія Єгоровича, віце-губернатора Бессарабської губернії. Був особисто знайомий з Олександром Сергійовичем Пушкіним, який Тудора Крупенського називав «Тадарашкою». Був одружений з княгинею Смарандою Морузі,.